# Am'ari
Le camp de Am'ari (arabe : مخيّم الأمعري)  est un camp de réfugiés palestiniens situé à deux kilomètres au sud de Ramallah dans la partie centrale de la Cisjordanie.
Le bureau central palestinien de statistiques (PCBS) estime que le camp compte 5 894 habitants en 2013 tandis que l'UNRWA compte plus de 10 500 réfugiés enregistrés dans le camp.
Le camp de Am'ari a été établi en 1949 sur 90 dunums de terrain appartenant à la municipalité de al-Bireh et loué à la Jordanie. Les tentes accueillaient les réfugiés provenant des villes de Lydd, Jaffa et Ramla, ainsi que des villages de Beit Dajan, Deir Tarif, Abu Shoush, Nanaa, Sadoun Janzeh et Beit Naballa. La construction d'abris en ciment pour remplacer les tentes s'est achevée en 1957. Comme la plupart des camps de réfugiées en Cisjordaniie, le camp de Am'ari souffre de surpopulation, de problèmes de déchets et d'égouts et d'accès à l'eau potable. Le camp est sous le contrôle de l'Autorité palestinienne.
L'équipe de football du camp de Am'ari a gagné plusieurs fois le championnat de Palestine de football et a été choisie pour représenter la Palestine dans des compétitions régionales et internationales.